# Toute la Lyre

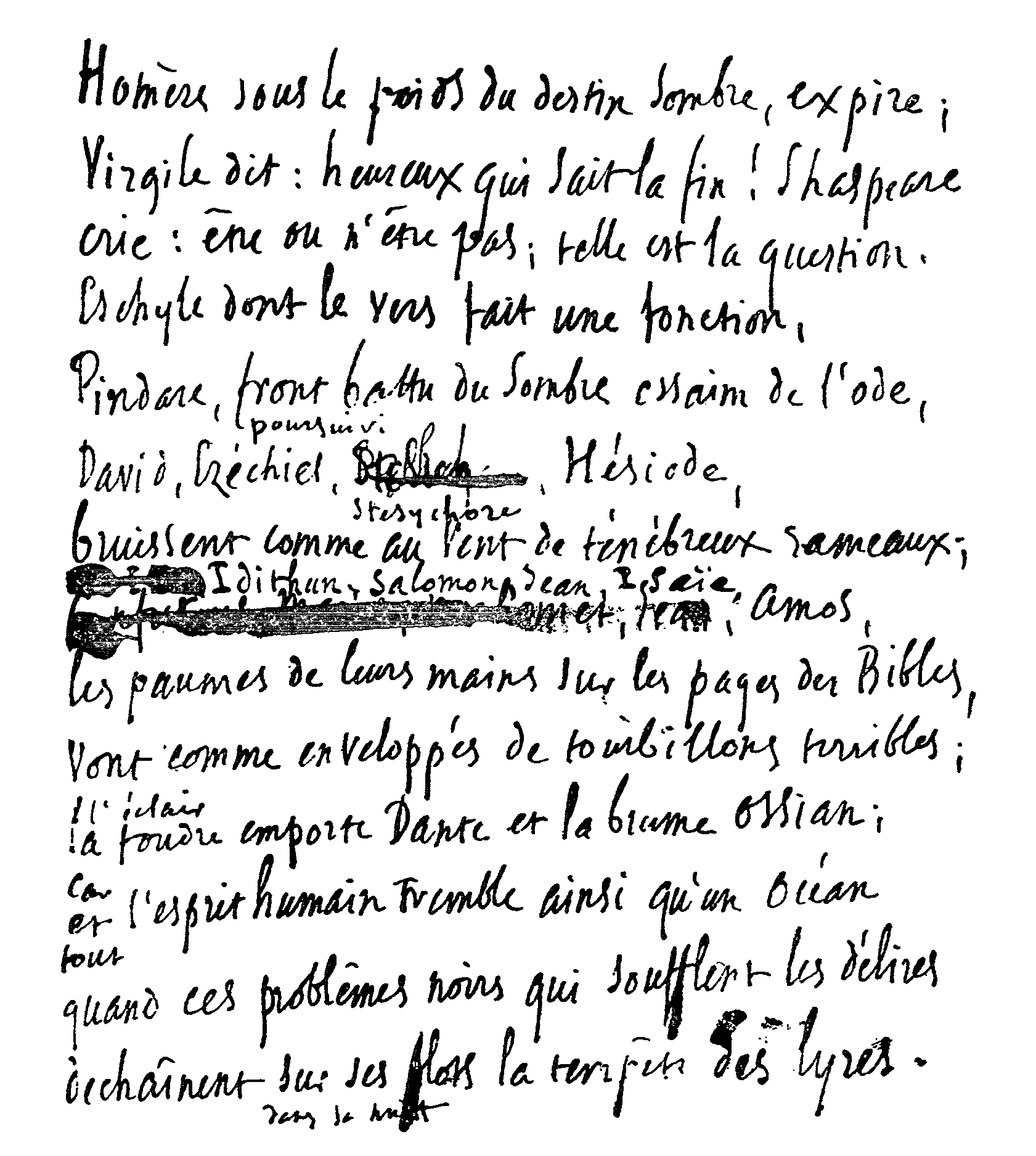
Toute la Lyre (Fragment autographe).

Toute la lyre est un recueil de poèmes de Victor Hugo.
Bien que le titre soit de Hugo lui-même et qu'il figurât parmi ses nombreux projets (sa publication était annoncée sur les couvertures de ses œuvres des années 1870), le recueil ne fut véritablement constitué que par Paul Meurice d'après certaines indications du poète et publié de manière posthume en deux temps, en 1888 et 1893, avec une refonte en 1897.
Le recueil regroupe des poèmes non publiés ou délaissés datant essentiellement entre 1854 à 1875, la période la plus féconde du poète, dont certains même des années 1840, classés en sept « cordes » à laquelle s'ajoute une « corde d'airain ». C'est une tentative, comme Les Quatre Vents de l'esprit (1881), de présenter toutes les facettes de la poésie de Hugo en piochant dans l'immense réserve de ses écrits. Toutefois, l'extrême diversité de genre des poèmes rend l'ensemble assez hétéroclite, et certaines éditions des Œuvres complètes de Victor Hugo ne comportent pas ce recueil en tant que tel mais restituent les poèmes à leurs divers « dossiers » de provenance.